# Ardisia dictyoneura
Ardisia dictyoneura là một loài thực vật có hoa trong họ Anh thảo. Loài này được Urb. mô tả khoa học đầu tiên năm 1909.